# Kryptoperidiniaceae
Kryptoperidiniaceae é uma família de dinoflagelados pertencentes à ordem Peridiniales.
Géneros:
- Blixaea Gottschling, 2017
- Durinskia S.Carty & ERCox, 1986
- Unruhdinium Gottschling, 2017